# Nikolay Konstantinovich Baybakov
Nikolai Konstantinovich Baibakov (tiếng Nga: Николай Константинович Байбаков, sinh ngày 6/3/1911 tại Sabunchu, gần Baku, Đế quốc Nga (nay là Azerbaijan) – mất ngày 31/3/2008 tại Moskva) là một chính khách Liên Xô, nhà kinh tế học và Anh hùng Lao động Xã hội chủ nghĩa.
Baibakov tốt nghiệp trung học năm 1928, rồi học tại Viện Hóa Dầu Azerbaijan và tốt nghiệp kỹ sư mỏ năm 1931.
Năm 1935, ông thực hiện nghĩa vụ quân sự trong quân đội Liên Xô. Sau khi hoàn thành nghĩa vụ quân sự, Baibakov được bổ nhiệm làm trưởng ban sản xuất mỏ dầu trong một Liên hiệp công nghiệp của Liên Xô. Sau đó ông được thăng chức kỹ sư trưởng, rồi Tổng giám đốc.
Ông đã đảm nhiệm việc di tản các thiết bị công nghiệp khai thác dầu sang các vùng phía đông, trong thời kỳ Đức quốc xã xâm lược Liên Xô (Chiến tranh thế giới thứ hai).
Sau đó, ông được bổ nhiệm làm Ủy viên Nhân dân (narkom) tức bộ trưởng phụ trách Bộ Công nghiệp Dầu Khí của Liên Xô từ năm 1944 tới năm 1946. Do thành công trong việc kế hoạch hóa ngành Công nghiệp Dầu Khí, và kinh nghiệm kinh tế, ông được bổ nhiệm làm Chủ tịch Ủy ban Kế hoạch Nhà nước Liên Xô 2 lần (1955–1957, 1965–1985).